# Église de l'intercession de Khortytsia
Pour les articles homonymes, voir Église de l'Intercession-de-la-Mère-de-Dieu.
L'église de l'intercession de Khortytsia (ukrainien : Церква Покрови на острові «Хортиця») est un édifice religieux orthodoxe situé sur l'île de Khortytsia à Zaporijjia en Ukraine.
Construite entièrement en bois, elle est classée comme monument national ukrainien.

## Galerie

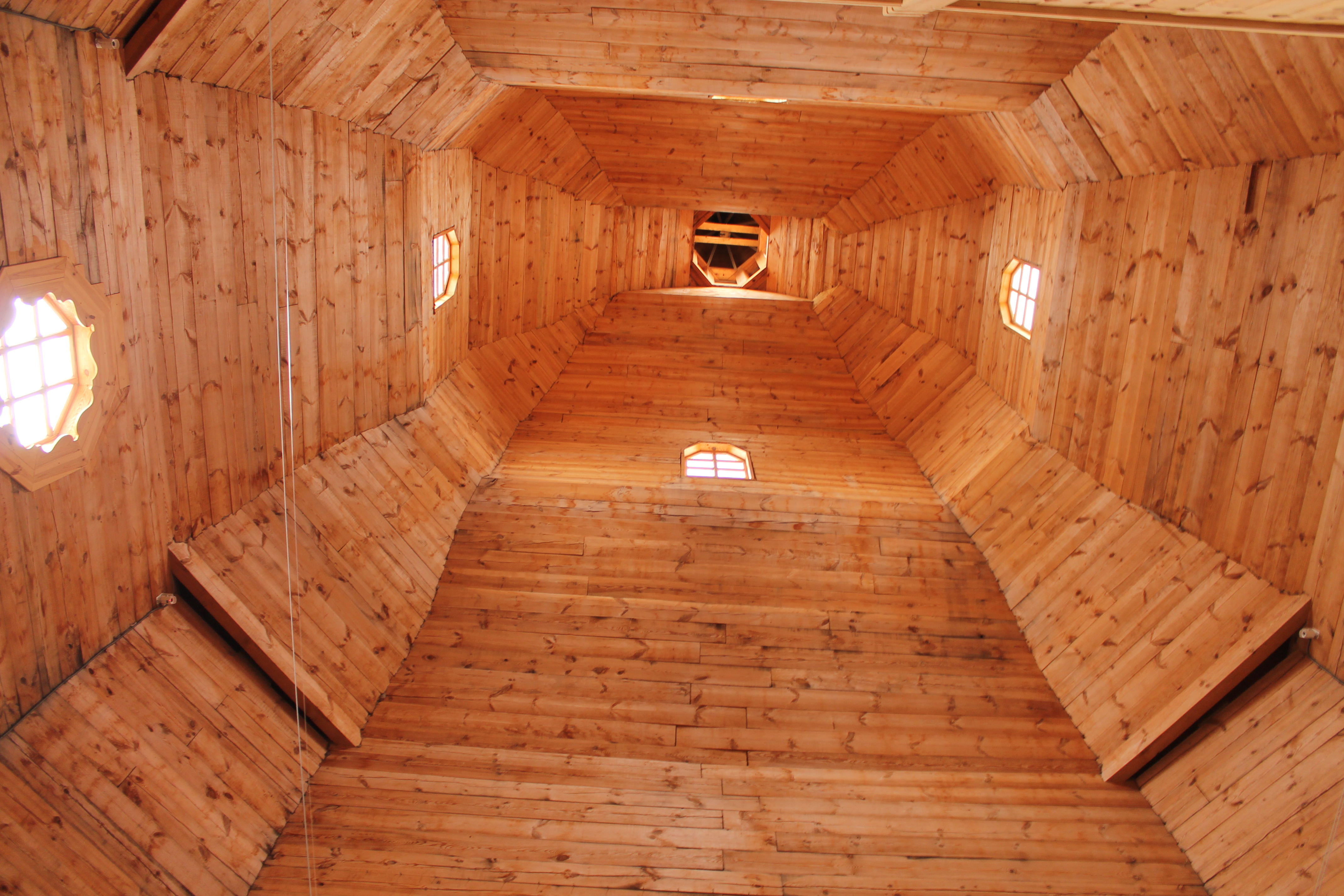
L'intérieur de la tour.
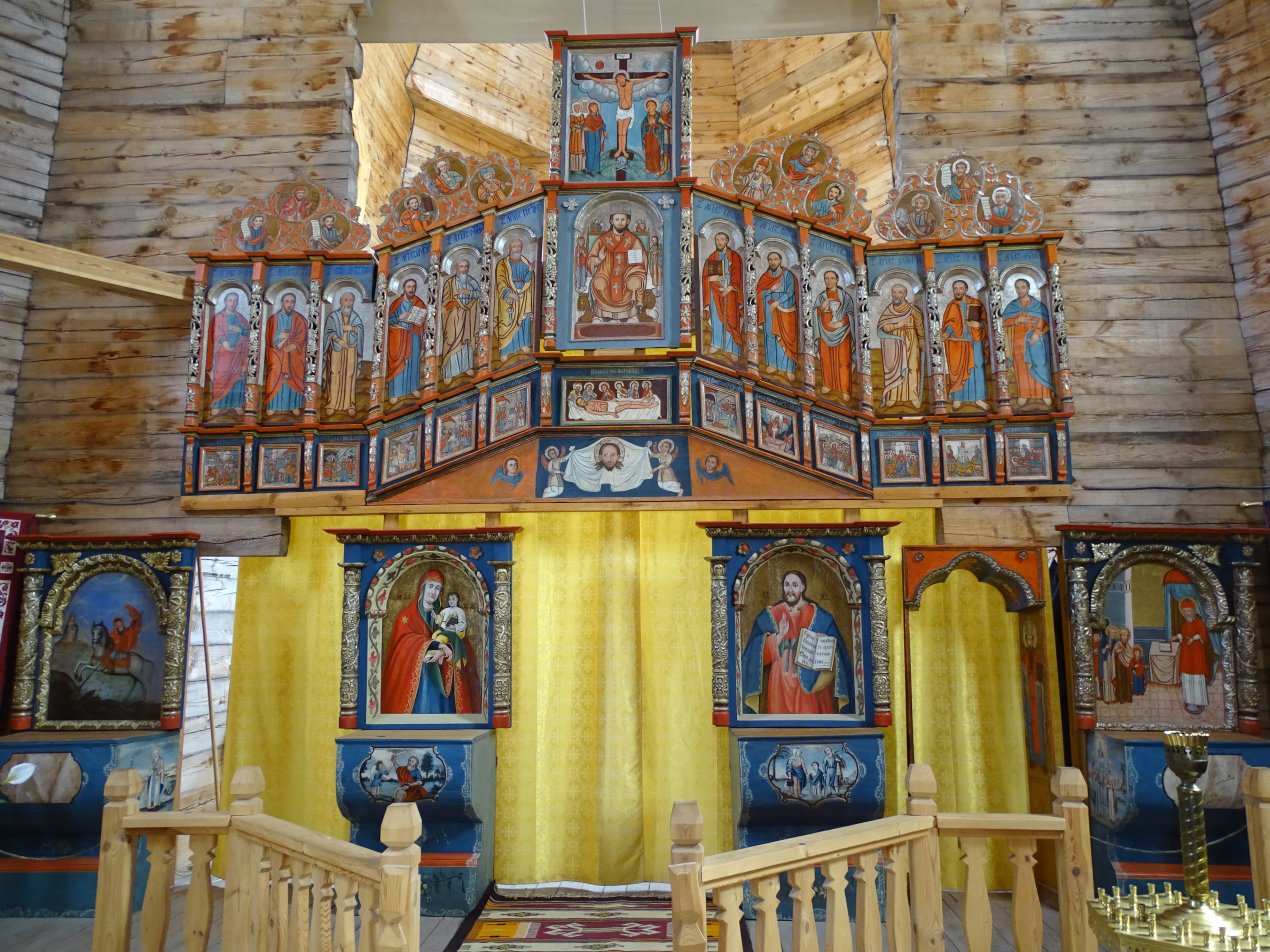
L'iconostase.
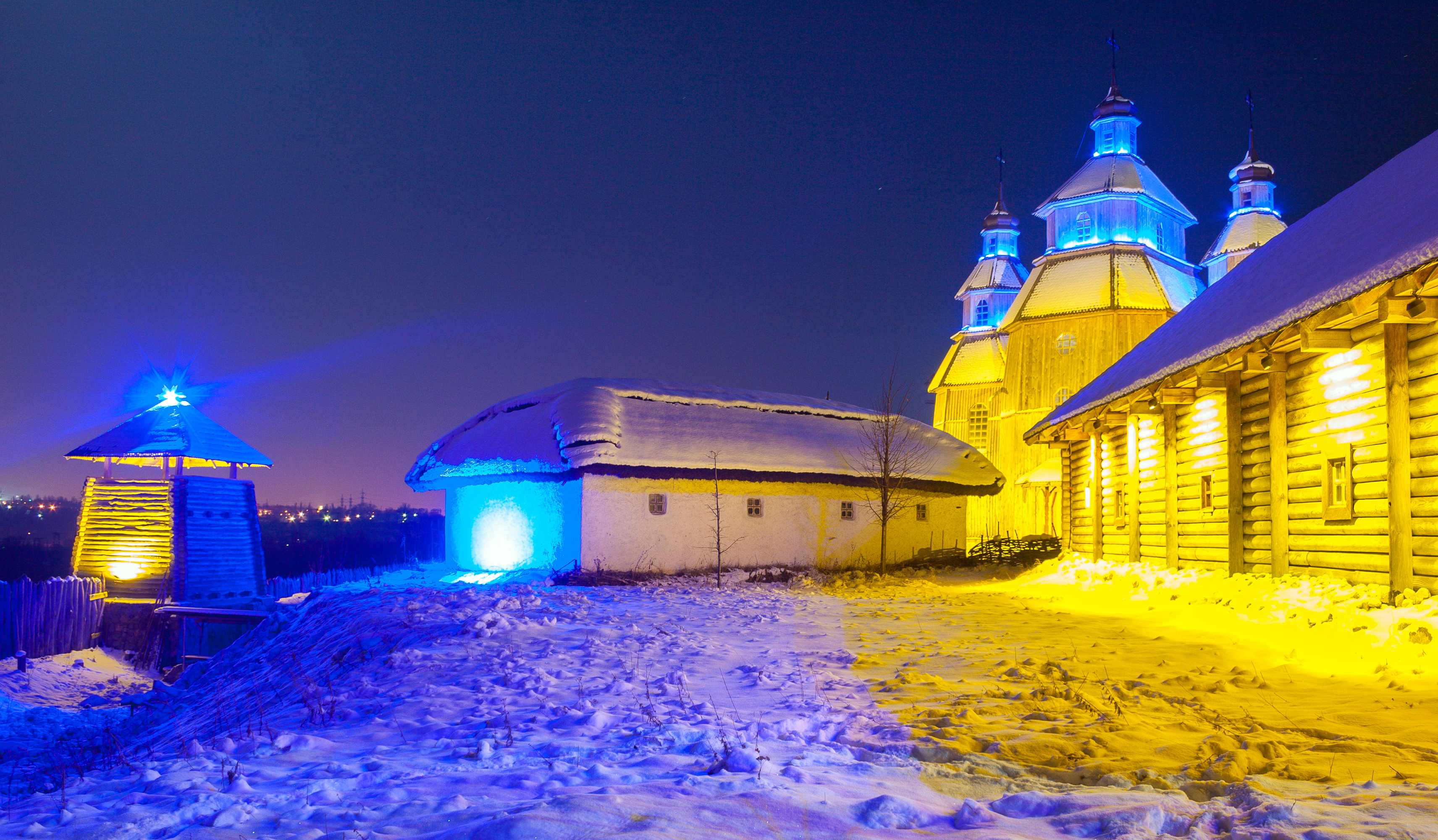
L'église vue de nuit.